# Ken Jacobs

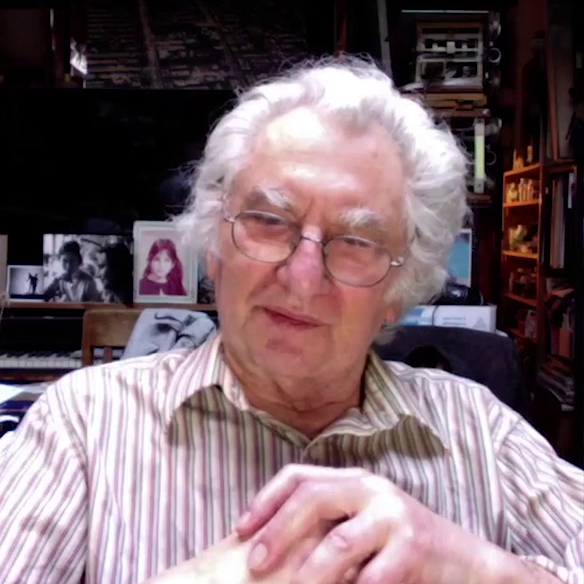
Ken Jacobs (2021)

 Ken Jacobs (* 25. Mai 1933 in Williamsburg, Brooklyn, New York City, USA) ist ein US-amerikanischer avantgardistischer Filmregisseur, Experimental-Filmemacher und Hochschullehrer, der in New York City lebt.

## Leben und Werk
Ken Jacobs studierte Malerei bei Hans Hofmann. Er begründete zusammen mit Larry Gottheim 1969 das Department of Cinema an der Binghamton University in New York (damals: Harpur College), wo er unter anderem Art Spiegelman unterrichtete, den Autor des Comics Maus – Die Geschichte eines Überlebenden. Jacobs war bis zu seiner Pensionierung im Jahr 2003 dort Distinguished Professor of Cinema.
In den frühen 1970er Jahren prägte er den Begriff paracinema für Filmerfahrungen, die sich außerhalb der Standard-Kino-Technologie
bewegen.
Ken Jacobs nahm an der Documenta 5 in Kassel 1972 teil, wo seine Filme in der Abteilung Filmschau: New American Cinema gezeigt wurden und er war auch auf der Documenta 6 (1977) vertreten.
Jacobs Film Tom, Tom, the Piper's Son (1969) wurde 2007 in die US-National Film Registry aufgenommen. Ein anderes bemerkenswertes Werk ist Star Spangled to Death (2004), ein fast sieben Stunden dauernder Film, der im Wesentlichen aus found footage, weitgehend ungeschnittenem Filmmaterial, besteht.

## Filmographie
- 1957: The Alps and the Jews
- 1960: Little Stabs at Happiness
- 1963: The Death of P'town
- 1963: Blonde Cobra
- 1964: Window
- 1969: Tom, Tom, The Piper's Son
- 1991: Keaton's Cops
- 1991: Opening the Nineteenth Century: 1896
- 1996: The Georgetown Loop
- 1996: Disorient Express
- 2002: Circling Zero: We See Absence
- 2004: Star Spangled to Death
- 2007: Razzle Dazzle (The Lost World)
- 2007: Capitalism: Child Labor
- 2007: Nymph
- 2007: New York Ghetto Fishmarket 1903
- 2008: Gift of Fire: Nineteen (Obscure) Frames that Changed the World
- 2008: The Scenic Route
- 2011: The pushcarts leave Eternity Street
- 2011: Seeking the Monkey King
- 2011: 60 seconds of solitude in year zero
- 2016: Reichstag 9/11